# Karel Skalický
Karel Skalický (* 20. května 1934, Hluboká nad Vltavou) je český římskokatolický teolog, duchovní, vysokoškolský pedagog a aktivní účastník exilového boje proti komunistické totalitě.

## Život
Po druhé světové válce studoval Vysokou školu zemědělskou v Praze.
Emigroval do Říma (na Západ jej převedl agent StB a pozdější kněz Vladimír Třebín) a přednášel teologii na Lateránské univerzitě, od roku 1967 redigoval exilový časopis Studie. Od roku 1994 přednáší znovu na české akademické půdě. Byl profesorem a vedoucím katedry systematické teologie na Teologické fakultě Jihočeské univerzity, jako děkan stál v jejím čele v letech 1996–1999.

## Ocenění
Roku 2006 mu byl prezidentem republiky propůjčen Řád Tomáše Garrigua Masaryka za vynikající zásluhy o stát v oblasti rozvoje demokracie, humanity a lidských práv.
V roce 2013 mu Jihočeská univerzita udělila titul emeritního profesora.
V roce 2015 mu byla udělena Cena Václava Bendy.
20. května 2024 se v Domě umění v Českých Budějovicích uskutečnila oslava jeho 90. narozenin a představení knihy k jeho životnímu jubileu.